# Derrick Alston
Derrick Samuel Alston (ur. 20 sierpnia 1972 w Nowym Jorku) – amerykański koszykarz, grający na pozycjach silnego skrzydłowego lub środkowego, po zakończeniu kariery zawodniczej trener koszykarski, obecnie trener zespołu Westchester Knicks.

## Osiągnięcia
Na podstawie, o ile nie zaznaczono inaczej.

### NCAA
- Zaliczony do I składu Atlantic 10 (1994)
- Lider Atlantic 10 w:
  - średniej punktów (21,3 – 1994)
  - skuteczności rzutów:
    - z gry (57,8% – 1994)
    - za 2 punkty (57,9% – 1994)

  - liczbie:
    - bloków (60 – 1993)
    - celnych rzutów z gry (245 – 1994)

### Drużynowe
- Mistrz:
  - FIBA EuroCup Challenge (2006)
  - Turcji (1997)
  - Hiszpanii (1998, 1999)
  - Katalonii (1997)
- Wicemistrz Hiszpanii (2000)
- Zdobywca pucharu:
  - Koracia (1999)
  - Turcji (1997)
- Finalista pucharu Saporty (2002)
- 4. miejsce w Eurolidze (2000)

### Indywidualne
- MVP:
  - finałów:
    - finałów hiszpańskiej ligi ACB (1999)
    - mistrzostw Katalonii (1997)

  - miesiąca ACB (grudzień 2000, luty 2001)
  - kolejki ACB (13 – 1998/1999, 9, 13, 15, 17, 18, 22 – 2000/2001)
- Najlepszy zawodnik zagraniczny ACB (1998 według Gigantes del Basket)
- Obrońca roku ACB (2001)
- Uczestnik meczu gwiazd ligi hiszpańskiej (1997, 1998, 2001, 2002)
- Lider ACB w:
  - przechwytach (2001)
  - blokach (2001)